# Сіткін Володимир Олександрович
Володимир Олександрович Сіткін (6 грудня 1934, Миколаїв — 17 січня 2019, Київ) — радянський легкоатлет, який спеціалізувався у стрибках у висоту. Чемпіон СРСР 1957 року. Учасник літніх Олімпійських ігор 1956 року. Ексрекордсмен СРСР (1954, 1955). Майстер спорту СРСР (1956).

## Біографія
Народився 4 грудня 1934 року у Миколаєві.
Під час війни сім'ю евакуювали в район Уфи, а після її закінчення Сіткіни повернулися в Україну, оселившись у Бердичеві.
Володимир Олександрович почав займатися стрибками у висоту під керівництвом Василя Олександровича Жабенка. Незабаром став рекордсменом СРСР серед юнаків із результатом 1,80 м. Закінчив Київський державний інститут фізичної культури. У період навчання тренувався у Володимира Зайцева, надалі — під керівництвом Едмунда Ісидоровича Рохліна та Володимира Михайловича Дьячкова. Виступав за Збройні сили УРСР.
Двічі (у 1955 та 1956 роках) ставав бронзовим призером чемпіонатів СРСР. 1956 року на літніх Олімпійських іграх у Мельбурні посів шосте місце. У 1957 році переміг у чемпіонаті СРСР з особистим рекордом 2,09 м.
Триразовий срібний призер Спартакіади дружніх армій 1958 — у стрибках у довжину, висоту, а також у складі команди з військово-прикладного триборства.
Після закінчення спортивної кар'єри деякий час працював у Німеччині начальником фізпідготовки та спорту в армійській частині.
Помер 17 січня 2019 року у Києві. Похований на Байковому цвинтарі.

## Основні результати

### Міжнародні
| Рік  | Змагання               | Місце проведення    | Місце | Результат |
| ---- | ---------------------- | ------------------- | ----- | --------- |
| 1956 | Літні Олімпійські ігри | Мельбурн, Австралія | 6     | 2,00 м    |

### Національні
| Рік  | Змагання       | Місце проведення | Місце | Результат |
| ---- | -------------- | ---------------- | ----- | --------- |
| 1955 | Чемпіонат СРСР | Тбілісі          | 3     | 1,97 м    |
| 1956 | Чемпіонат СРСР | Москва           | 3     | 2,00 м    |
| 1957 | Чемпіонат СРСР | Москва           | 1     | 2,09 м    |

## Нагороди
- Медаль «За трудову доблесть» (27.04.1957) — «за успіхи, досягнуті у справі розвитку масового фізкультурного руху в країні, підвищення майстерності радянських спортсменів, та успішний виступ на міжнародних змаганнях»[7]